# Napaka 404
Napáka 404 ali strani ni mogoče najti je standardna napaka spletnega protokola HTTP, ki jo spletni strežnik javi brskalniku, ko zahtevanega spletnega dokumenta ne najde.
Ob komunikaciji s pomočjo HTTP protokola je strežnik dolžan odgovoriti na zahtevek, kot je zahtevek spletnega brskalnika po dokumentu HTML (spletna stran)), s številsko kodo odgovora, ki ji včasih sledi sporočilo MIME, ki je podobno obliki, ki se uporablja v elektronski pošti. Vsaka koda odgovora ima tudi svoj tekstovni niz, ki mora biti pri odgovoru prisoten. S kodo 404 je povezan angleški niz »Not Found« (»Ni mogoče najti«). Ob pošiljanju odgovora 404, spletni strežniki pogosto vključijo kratek HTML dokument v sporočilo, ki omenja tako številsko napako kot ta niz. Veliko brskalnikov se odloči, da bo prikazalo to sporočilo uporabniku, medtem ko se drugi odločijo prikazati uporabnikom lastno »prijaznejše« sporočilo o napaki.
Odgovor 404 pove uporabniku, da je spletni brskalnik lahko komuniciral s spletnim strežnikom, vendar strežnik ali ni mogel najti zahtevane strani, ali pa ni želel izpolniti zahtevka in pri tem ni želel razkriti razloga.
HTTP kode odgovora imajo posebno interpretacijo. Pri kodi 404, označuje prva »4« napako odjemalca, kot je narobe vpisan URL. Sledeči dve števki pa označujeta določeno kodo napake. Uporaba tromestnih kod v protokulu HTTP je podobna uporabi takšnih kod v zgodnejših protokolih kot so FTP ali NNTP.
Na večini spletnih strežnikov je možno te napake prirediti tako, da prikažejo stran, ki je v večjo pomoč kot privzeta. V popularnem spletnem strežniku Apache je to na primer mogoče storiti tako, da postavite datoteko .htaccess na spletni strežnik. Internet Explorer ne bo prebral teh strani, če niso večje od 512 bajtov. Postavljanje humorističnih strani 404 je postalo popularno in nekatere spletne strani so se osredotočile samo na zbiranje povezav na strani, ki imajo zanimive strani z napako 404.